# Rimini Calcio Football Club 1999-2000
Questa pagina raccoglie i dati riguardanti il Rimini Calcio Football Club nelle competizioni ufficiali della stagione 1999-2000.

## Stagione
Dopo i due play-off persi, il nuovo allenatore è Marco Alessandrini. Sul fronte del mercato, tra gli innesti tornano all'ovile due riminesi che si erano messi in mostra in Serie A in passato: Maurizio Neri e Andrea Tentoni (quest'ultimo sarà però frenato da problemi fisici).
L'esordio, di lunedì sera davanti alle telecamere di Rai Sport Satellite, coincide con una vittoria contro il Padova. Il 31 ottobre al Romeo Neri arriva la Torres, già capolista con 5 punti di vantaggio sul Rimini secondo, ma i sardi vengono battuti 2-1. Due settimane dopo, a seguito della sconfitta interna contro la Triestina, la panchina di Alessandrini inizia ad essere messa in discussione. Tuttavia, da lì al termine del girone di andata, la squadra ottiene 5 vittorie e un pareggio, risultati che assegnano al Rimini il titolo ufficioso di Campione d'inverno con un punto di distacco sulla Triestina e 6 su Padova e Torres.
Nel corso del girone di ritorno si assottiglia il divario tra la vetta della classifica e la Torres, soprattutto dopo la sconfitta riminese in Sardegna alla 9ª di ritorno e quella interna sette giorni più tardi contro il Sassuolo.
Il 27 marzo 2000 si disputa la sfida al vertice, quella del Nereo Rocco fra Triestina e Rimini, entrambe appaiate in testa a quota 51 punti. È un lunedì sera con diretta su Rai Sport Satellite e, per chi non è salito nel capoluogo giuliano, è stato allestito un maxischermo in un Palasport Flaminio gremito. La partita è stata decisa da una rete del riminese Matteo Brighi.
Alla quartultima giornata, i biancorossi potevano approfittare del pareggio a reti bianche fra Torres e Triestina per andare a +5, ma si fanno battere in casa dal Mestre (1-2). La penultima giornata, in una piovosa domenica di maggio, vede il Rimini in casa opposto al Castel San Pietro dell'ex Vittorio Spimi, impegnato nella lotta salvezza: i biancorossi perdono al 90º minuto, la Torres effettua il sorpasso, Alessandrini si dimette e fuori dallo stadio scoppia una furiosa contestazione con tafferugli e danneggiamenti. La conduzione della squadra per il resto della stagione viene affidata a Elvio Selighini, promosso dal ruolo di allenatore delle giovanili.
Nelle semifinali play-off il Rimini sbanca Teramo con un gol di Brighi, poi vince la sfida di ritorno con un 3-0. La finale è secca, disputata sul campo neutro di Arezzo contro i rivali della Vis Pesaro. Al Rimini basterebbe un pareggio in virtù del miglior piazzamento in classifica, ma la rete dell'attaccante dei pesaresi Armando Ortoli al 67º minuto impedisce di festeggiare ai circa tremila riminesi arrivati in Toscana.

## Organigramma societario
Area direttiva
- Presidente: Vincenzo Bellavista

Area organizzativa
- Team manager: Piergiorgio Ceccherini

Area comunicazione
- Segretario: Floriano Evangelisti
- Ufficio Stampa : Giuseppe Meluzzi

Area tecnica
- Direttore sportivo: Claudio Crespini
- Allenatore: Marco Alessandrini, dall'8 maggio Elvio Selighini
- Preparatore atletico: Davide Landi
- Preparatore dei portieri: Pietro Martini

Area sanitaria
- Medico sociale: Pasquale Contento
- Massaggiatore: Pietro Rossini

## Rosa
| N. |                   | Ruolo | Calciatore       |
| -- | ----------------- | ----- | ---------------- |
|    | Italia (bandiera) | P     | Marco Bizzarri   |
|    | Italia (bandiera) | P     | Carlo Cofano     |
|    | Italia (bandiera) | D     | Alessio Ballanti |
|    | Italia (bandiera) | D     | Andrea Mussoni   |
|    | Italia (bandiera) | D     | Davide Ferrari   |
|    | Italia (bandiera) | D     | Diego Caverzan   |
|    | Italia (bandiera) | D     | Luciano Civero   |
|    | Italia (bandiera) | D     | Marco Carrara    |
|    | Italia (bandiera) | D     | Mario Masini     |
|    | Italia (bandiera) | C     | Cristian Mauro   |

| N. |                   | Ruolo | Calciatore           |
| -- | ----------------- | ----- | -------------------- |
|    | Italia (bandiera) | C     | Franco Micco         |
|    | Italia (bandiera) | C     | Mario Cecchi         |
|    | Italia (bandiera) | C     | Massimiliano Striuli |
|    | Italia (bandiera) | C     | Matteo Brighi        |
|    | Italia (bandiera) | C     | Santo Torre          |
|    | Italia (bandiera) | A     | Andrea Tentoni       |
|    | Italia (bandiera) | A     | Claudio Clementi     |
|    | Italia (bandiera) | A     | Gianluca Pittaluga   |
|    | Italia (bandiera) | A     | Maurizio Neri        |
|    | Italia (bandiera) | A     | Umberto Calcagno     |

## Risultati

### Campionato

#### Girone di andata
| 5 settembre 1999 1ª giornata | Rimini | 1 – 0 | Padova |  |

| 12 settembre 1999 2ª giornata | Maceratese | 3 – 1 | Rimini |  |

| 19 settembre 1999 3ª giornata | Rimini | 1 – 1 | Teramo |  |

| 26 settembre 1999 4ª giornata | Gubbio | 0 – 3 | Rimini |  |

| 3 ottobre 1999 5ª giornata | Fiorenzuola | 0 – 1 | Rimini |  |

| 10 ottobre 1999 6ª giornata | Rimini | 2 – 2 | Vis Pesaro |  |

| 17 ottobre 1999 7ª giornata | Giorgione | 1 – 1 | Rimini |  |

| 24 ottobre 1999 8ª giornata | Rimini | 3 – 0 | Sora |  |

| 31 ottobre 1999 9ª giornata | Rimini | 2 – 1 | Torres |  |

| 7 novembre 1999 10ª giornata | Sassuolo | 0 – 0 | Rimini |  |

| 14 novembre 1999 11ª giornata | Rimini | 0 – 1 | Triestina |  |

| 21 novembre 1999 12ª giornata | Faenza | 0 – 3 | Rimini |  |

| 28 novembre 1999 13ª giornata | Rimini | 3 – 0 | Imolese |  |

| 5 dicembre 1999 14ª giornata | Mestre | 1 – 1 | Rimini |  |

| 12 dicembre 1999 15ª giornata | Rimini | 2 – 1 | Carpi |  |

| 19 dicembre 1999 16ª giornata | Castel San Pietro | 0 – 2 | Rimini |  |

| 23 dicembre 1999 17ª giornata | Rimini | 3 – 1 | Tempio |  |

#### Girone di ritorno
| 6 gennaio 2000 18ª giornata | Padova | 1 – 1 | Rimini |  |

| 9 gennaio 2000 19ª giornata | Rimini | 4 – 0 | Maceratese |  |

| 16 gennaio 2000 20ª giornata | Teramo | 1 – 0 | Rimini |  |

| 23 gennaio 2000 21ª giornata | Rimini | 2 – 1 | Gubbio |  |

| 6 febbraio 2000 22ª giornata | Rimini | 2 – 0 | Fiorenzuola |  |

| 13 febbraio 2000 23ª giornata | Vis Pesaro | 2 – 0 | Rimini |  |

| 20 febbraio 2000 24ª giornata | Rimini | 1 – 0 | Giorgione |  |

| 27 febbraio 2000 25ª giornata | Sora | 0 – 2 | Rimini |  |

| 12 marzo 2000 26ª giornata | Torres | 2 – 0 | Rimini |  |

| 19 marzo 2000 27ª giornata | Rimini | 0 – 1 | Sassuolo |  |

| 26 marzo 2000 28ª giornata | Triestina | 0 – 1 | Rimini |  |

| 9 aprile 2000 29ª giornata | Rimini | 2 – 0 | Faenza |  |

| 16 aprile 2000 30ª giornata | Imolese | 0 – 2 | Rimini |  |

| 22 aprile 2000 31ª giornata | Rimini | 1 – 2 | Mestre |  |

| 30 aprile 2000 32ª giornata | Carpi | 1 – 2 | Rimini |  |

| 7 maggio 2000 33ª giornata | Rimini | 0 – 1 | Castel San Pietro |  |

| 14 maggio 2000 34ª giornata | Tempio | 1 – 2 | Rimini |  |